# Terdzjola

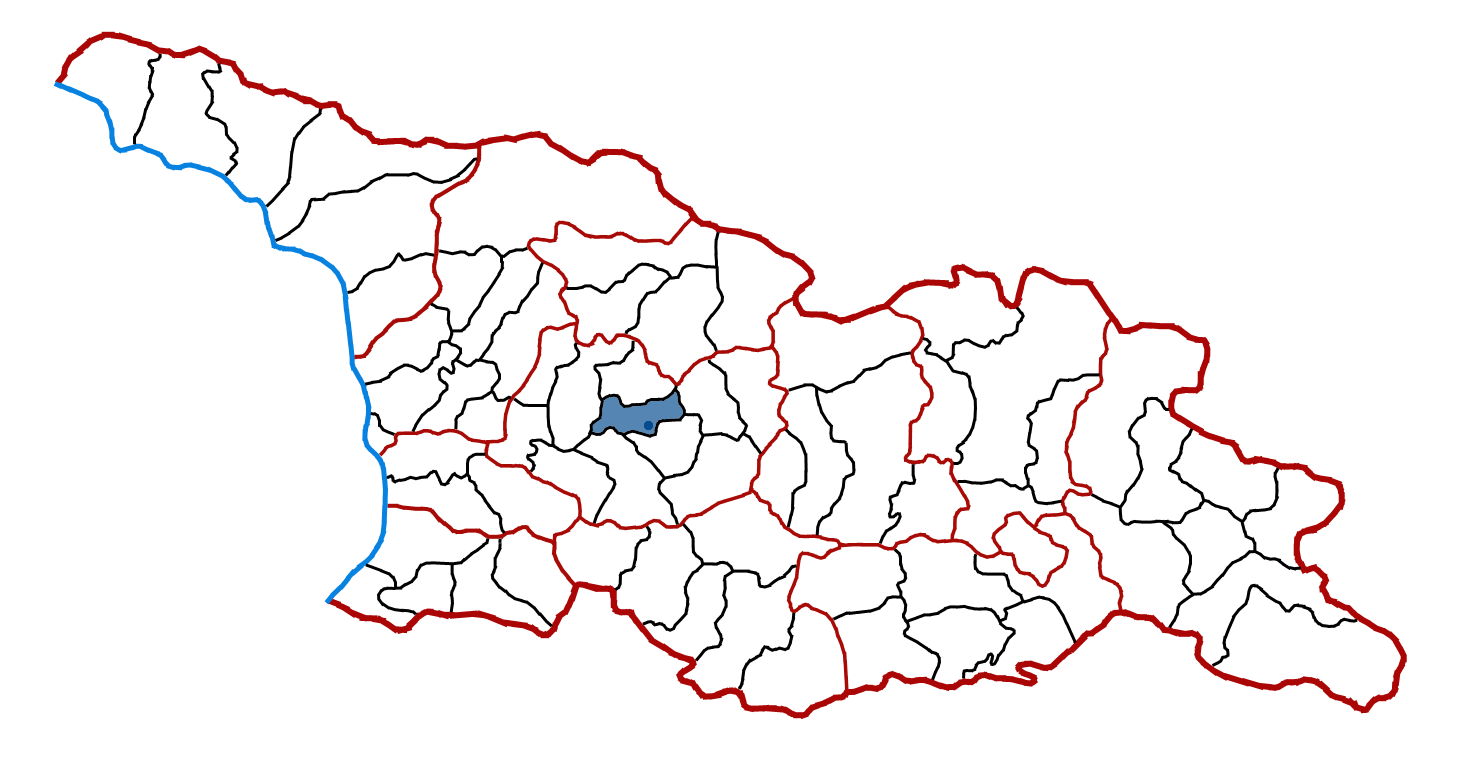
Karta över Terdzjola med distrikts läge i Georgien.

Terdzjola (georgiska: თერჯოლა) är en stad i regionen Imeretien i centrala Georgien. Terdzjola fungerar som administrativt centrum för distriktet med samma namn. Staden ligger utmed Tbilisi-Zestaponimotorvägen, 190 kilometer nordväst om Tbilisi och 14 kilometer nordväst om Zestaponi. Staden har 4 644 invånare (2014).
Staden omnämndes för första gången på 1600-talet, men det dröjde fram till år 1983 innan staden fick sin stadsstatus.